# Coupe du Kazakhstan de football 1992
Navigation
Édition suivante
La Coupe du Kazakhstan 1992 est la 1re édition de la Coupe du Kazakhstan depuis l'indépendance du pays. Elle prend place du 8 mai au 8 août 1992.
Cette édition concerne vingt-quatre clubs, dont vingt-deux équipes de la première division 1992, à l'exception de l'Armen Kentaou (en) et de l'Ouralets Oural, auxquels s'ajoutent le Gorniak-Atlant Satpaïev et le Metallourg Jezqazğan (en).
La compétition est remportée par le Kaïrat Almaty qui s'impose en finale contre le Fosfor Djamboul pour remporter sa première coupe nationale.

## Premier tour
Cette phase concerne seulement seize équipes, les huit autres participants passant directement au tour suivant.
| Date       | Club                          | Score                | Club                          |
| ---------- | ----------------------------- | -------------------- | ----------------------------- |
| 8 mai 1992 | Jiger Chimkent (ru) (D1)      | 2 - 1                | (D1) Metallist Petropavl      |
| 8 mai 1992 | Kaïrat Almaty (D1)            | 1 - 0                | (D1) Chakhtior Karagandy      |
| 8 mai 1992 | Gorniak-Atlant Satpaïev (D2)  | 1 - 2                | (D1) Vostok Öskemen           |
| 8 mai 1992 | Khimik Kostanaï (D1)          | 3 - 0                | (D1) Ekibastouzets Ekibastouz |
| 8 mai 1992 | Jetyssou Taldykourgan (D1)    | 0 - 0 ap (3 - 4 tab) | (D1) FK Kökşetaw              |
| 8 mai 1992 | Montajnik Turkestan (en) (D1) | 7 - 1                | (D1) Spartak Semeï            |
| 8 mai 1992 | Metallourg Jezqazğan (en)     | 1 - 2                | (D1) Zénith Kökşetaw (en)     |
| 8 mai 1992 | Fosfor Djamboul (D1)          | 3 - 0                | (D1) FK Aqtaw                 |

## Huitièmes de finale
| Date        | Club                      | Score   | Club                          |
| ----------- | ------------------------- | ------- | ----------------------------- |
| 28 mai 1992 | CSKA Almaty (en) (D1)     | 0 - 3   | (D1) Kaysar Kyzylorda         |
| 28 mai 1992 | Bolat Temirtaw (en) (D1)  | 0 - 2   | (D1) Gorniak Khromtaou (en)   |
| 28 mai 1992 | Jiger Chimkent (ru) (D1)  | 2 - 3   | (D1) Kaïrat Almaty            |
| 28 mai 1992 | Vostok Öskemen (D1)       | 3 - 2   | (D1) Tselinnik Akmola         |
| 28 mai 1992 | Aktioubinets Aktobe (D1)  | 0 - 2   | (D1) Traktor Pavlodar         |
| 28 mai 1992 | FK Kökşetaw (D1)          | 2 - 3   | (D1) Montajnik Turkestan (en) |
| 28 mai 1992 | Zénith Kökşetaw (en) (D1) | 0 - 4   | (D1) Fosfor Djamboul          |
| 28 mai 1992 | Khimik Kostanaï (D1)      | Forfait | (D1) SKIF-Arsenal Chimkent    |

## Quarts de finale
| Date            | Club                          | Score | Club                        |
| --------------- | ----------------------------- | ----- | --------------------------- |
| 26 juin 1992    | Montajnik Turkestan (en) (D1) | 0 - 3 | (D1) Fosfor Djamboul        |
| 26 juin 1992    | Traktor Pavlodar (D1)         | 4 - 1 | (D1) Khimik Kostanaï        |
| 24 juillet 1992 | Kaysar Kyzylorda (D1)         | 4 - 3 | (D1) Gorniak Khromtaou (en) |
| 29 juillet 1992 | Kaïrat Almaty (D1)            | 4 - 0 | (D1) Vostok Öskemen         |

## Demi-finales
| Date        | Club                  | Score                | Club                  |
| ----------- | --------------------- | -------------------- | --------------------- |
| 4 août 1993 | Kaysar Kyzylorda (D1) | 2 - 2 ap (3 - 4 tab) | (D1) Kaïrat Almaty    |
| 4 août 1992 | Fosfor Djamboul (D1)  | 2 - 0                | (D1) Traktor Pavlodar |

## Finale
La finale de cette première édition oppose le Kaïrat Almaty au Fosfor Djamboul. Disputée le 8 août 1992 au stade central d'Almaty, la rencontre tourne rapidement en faveur du Kaïrat, qui ouvre le score dès la neuvième minute par l'intermédiaire d'Iouri Naïdovski (en), qui inscrit ensuite un nouveau but à la 36e minute pour porter le score à 2-0 à la pause. Au cours de la deuxième période, Sergueï Klimov accroît l'avance des Almatois à l'heure de jeu avant que Sergueï Volguine (en) puis Askar Abildaïev (en) portent l'écart à cinq buts à dix minutes de la fin. Le Fosfor finit par réagir en réduisant l'écart dans les dernières minutes par l'intermédiaire d'Oleg Litvinenko (en) qui porte le score final à 5-1, ce qui n'empêche pas le Kaïrat de remporter sa première coupe nationale.
| Entraîneur :             |
| Bakhtiyar Baiseitov (en) |

| Entraîneur :       |
| Vaït Talgaïev (en) |

| Entraîneur :             |
| Bakhtiyar Baiseitov (en) |

| Entraîneur :       |
| Vaït Talgaïev (en) |